# Frente Nacional para a Libertação do Vietname

Um guerrilheiro Viet Cong agachado em um bunker com um rifle SKS.

A Frente Nacional para a Libertação do Vietname/Vietnã (em vietnamita:  Mặt trận Dân tộc Giải phóng miền Nam Việt Nam), ou pela sigla FNL (do francês Front National de Libération), também chamado de Việt Cộng (ocasionalmente aportuguesado como vietcongues), foi um movimento político com seu próprio exército, o Exército de Libertação do Vietnã do Sul (LASV), formado por sul-vietnamitas que lutaram na Guerra do Vietnã junto ao exército do Vietnã do Norte contra a coalizão formada pelos Estados Unidos e pelo governo do Vietnã do Sul. Eventualmente se sagraria como vencedor do conflito.
Era composto principalmente por milícias aptas para táticas de guerrilha, embora contasse também com unidades militares regulares, além de unidades políticas que organizavam o campesinato. O Viet Cong trabalhava juntamente com o Exército do Povo do Vietnã, o exército regular do Vietnã do Norte. Em 1969 o Viet Cong criou o Governo Revolucionário Provisório da República do Vietnã do Sul (PRG) (em vietnamita:  Cộng Hòa Miền Nam Việt Nam) como um governo paralelo alternativo à República do Vietnã.

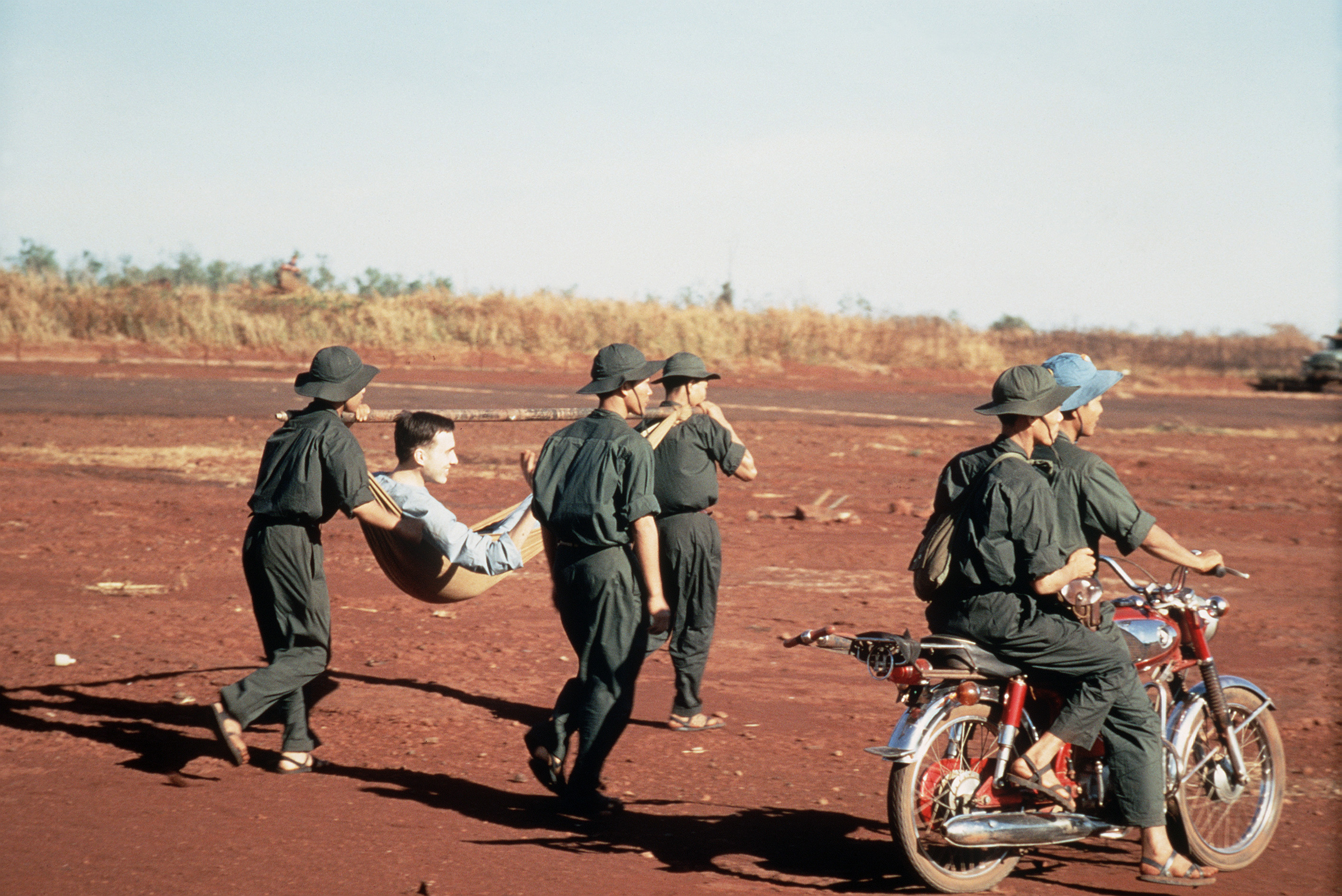
Um grupo de guerrilheiros vietcongs carregando um prisioneiro americano.

A ação militar pela qual os vietcongues são mais conhecidos é a Ofensiva do Tet, um ataque realizado em 1968 em centenas de cidades e bases no Vietnã do Sul, culminando com o ataque à embaixada americana em Saigon. O grupo foi extinto apenas em 1977, após a reunificação do país sob o regime socialista.
O termo vietcongue é derivado da expressão cộng sản Việt Nam, que significa "comunista vietnamita" ou "vietnamita comunista". Há registros do uso da palavra em jornais de Saigon desde 1956. Citações em inglês do termo datam de 1957. Soldados americanos referiam-se aos vietcongues como Victor Charlie (do Alfabeto fonético da OTAN para as letra "V" e "C"), ou simplesmente VC.